# Robin Wells

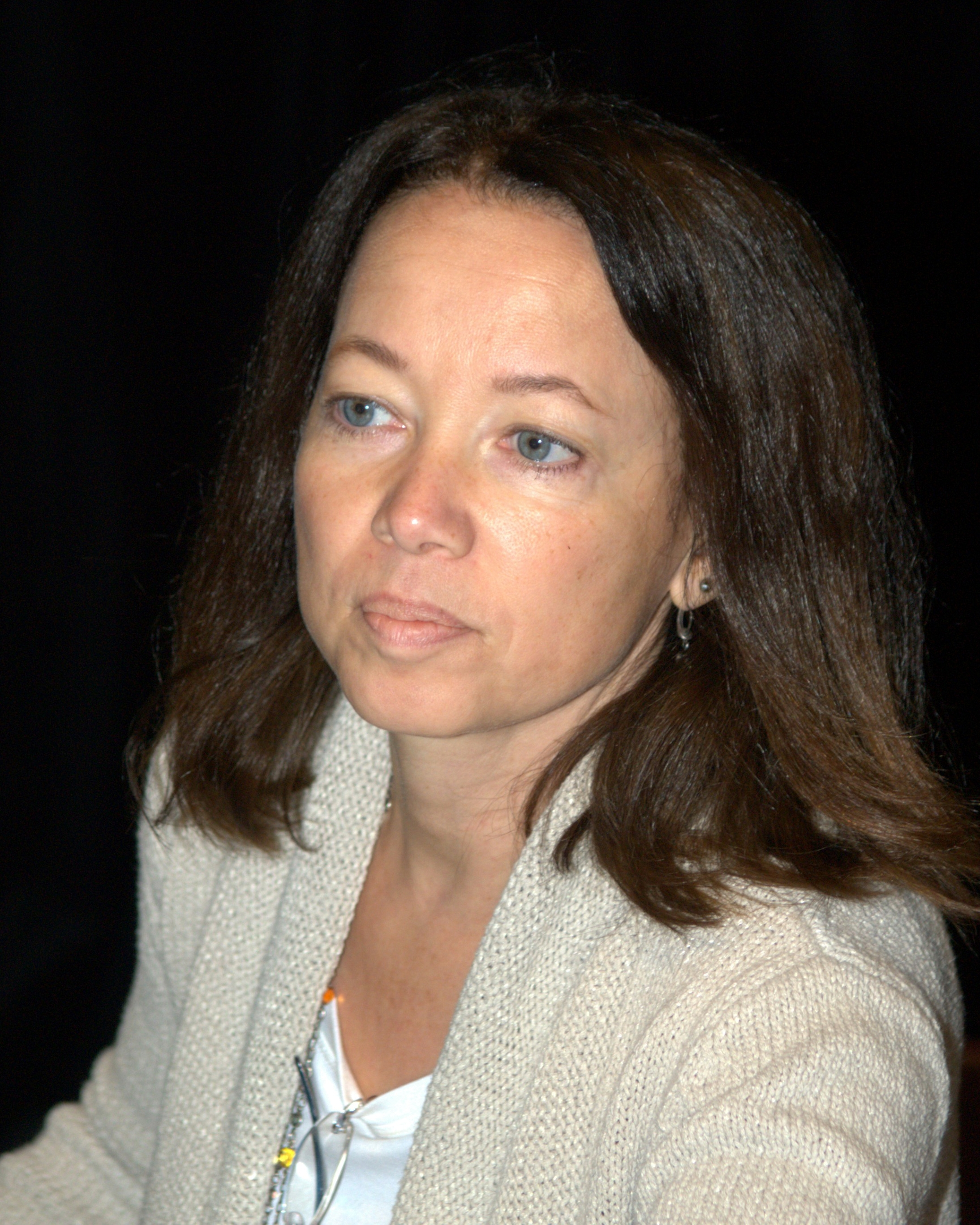
Robin Wells (2010)

Robin Elizabeth Wells (* 1959) ist eine US-amerikanische Wirtschaftswissenschaftlerin. Sie ist Ehefrau von Paul Krugman und Koautorin vieler wissenschaftlicher Artikel und Bücher mit diesem.

## Leben und Wirken
Wells wurde als Wirtschaftswissenschaftlerin an der University of California in Berkeley promoviert. Anschließend arbeitete sie als wissenschaftliche Mitarbeiterin am Massachusetts Institute of Technology (MIT). Sie unterrichtete und forschte unter anderem an der University of Michigan, University of Southampton, Stanford University, MIT und Princeton University. Sie ist zudem regelmäßige Autorin für The Guardian online und bloggt für The Huffington Post.

## Bibliographie
- Paul Krugman, Robin Wells, Kathryn Graddy: Economics: European Edition. (Spring 2007), ISBN 0-7167-9956-1.
- Paul Krugman, Robin Wells: Macroeconomics. (February 2006), ISBN 0-7167-6763-5.
- Paul Krugman, Robin Wells: Economics. (December 2005), ISBN 1-57259-150-1.
- Paul Krugman and Robin Wells: Microeconomics. (March 2004), ISBN 0-7167-5997-7.
- The Occupy Handbook. (April 2012), edited by Janet Byrne, ISBN 0-316-22021-3.